# Makedonski Brod
Makedonski Brod (in macedone Македонски Брод?) è un comune urbano della Macedonia del Nord di 5 889 abitanti (dati 2021). La sede comunale è nella località omonima.

## Geografia fisica
Il comune confina a nord con Želino e Brvenica, a nord-est con Studeničani e Sopište, a sud-est con Čaška e Dolneni, a sud con Kruševo e Vraneštica, a sud-ovest con Gostivar.
Con la divisione territoriale del 2003, il comune rurale di Samokov è stato aggiunto al comune di Makedonski Brod.

## Società

### Evoluzione demografica
Dal punto di vista etnico gli abitanti sono così suddivisi:
- Macedoni: 6 927
- Turchi: 181
- Serbi: 22
- Rrom: 3
- Bosniaci: 1
- Altri: 7.

## Località
Il comune è formato dall'insieme delle seguenti località:
- Belica
- Benče
- Bitovo
- Blizansko
- Breznica
- Brest
- Vir
- Volče
- Gorni Manastirec
- Gorno Botušje
- Gorno Krušje
- Grešnica
- Devič
- Dolni Manastirec
- Dolno Botušje
- Dolno Krušje
- Dragov Dol
- Drenovo
- Zagrad
- Zvečan
- Zdunje
- Zrkle
- Ižište
- Inče
- Kalagurec
- Kovač
- Kovče
- Kosovo
- Krapa
- Latovo
- Lokvica
- Lupište
- Mogilec
- Modrište
- Oreovec
- Ramne
- Rasteš
- Rusjaci
- Samokov
- Slansko
- Slatina
- Staro Selo
- Suvodol
- Sušic
- Taževo
- Tomino Selo
- Topolnica
- Trebino
- Trebovlje
- Crešnevo
- Makedonski Brod (sede comunale)